# Korsväg, Finland
Korsväg är en andaktsform där man ämnar återuppleva vissa delar av Kristi lidandes väg. Återvändande pilgrimer och korsfarare till Jerusalem ville återskapa något av möjligheten att gå Via Dolorosa när man återvände till Europa. Korsvägen kunde ske vid bilder som föreställde lidandet eller också företas som pilgrimsresa till någon kyrka.

## Medeltiden
I Finland fanns en sådan pilgrimskyrka i Hattula – Det Heliga korsets kyrka. Drottning Margareta i Danmark nämner Hattula som ett gott pilgrimsmål. Enligt legenden fann Konstantin den stores mor Helena Kristi kors under ett besök i Jerusalem. Det sanna korset hade undergörande verkan. I Hattula har man den 5 maj uppenbarligen firat minnet av att korset bars in i Jerusalem. I processionen bar man ett undergörande krucifix, statyer av den korsfäste Kristus, Jungfru Maria och Johannes. I krucifixen fanns in liten flisa av det sanna korset. Flisan har senare försvunnit. Enligt en uppfattning kunde man lindra Kristi lidande och förkorta sin egen tid i skärselden genom att delta i processionen.